# Ben Eager
Benjamin „Ben“ Eager (* 22. Januar 1984 in Ottawa, Ontario) ist ein ehemaliger kanadischer Eishockeyspieler, der im Verlauf seiner aktiven Karriere zwischen 2000 und 2015 unter anderem 454 Spiele für die Philadelphia Flyers, Chicago Blackhawks, Atlanta Thrashers, San Jose Sharks und Edmonton Oilers in der National Hockey League auf der Position des linken Flügelstürmers bestritten hat. In Diensten der Chicago Blackhawks gewann Eager, der den Spieltyp des Enforcers verkörperte, im Jahr 2010 den Stanley Cup.

## Karriere
Eager begann seine Juniorenkarriere im Alter von 15 Jahren in seiner Geburtsstadt bei den Ottawa Junior Senators in der Central Junior A Hockey League, einer unterklassigen Liga des Verbandes der Canadian Hockey League. Nach 19 Punkten aus 50 Spielen in seinem einzigen Spieljahr wechselte er im Herbst 2000 zu den Oshawa Generals in die Ontario Hockey League. Insgesamt vier Spielzeiten absolvierte der Stürmer beim traditionsreichen Team und machte dabei sowohl durch seine Scoringqualitäten als auch sein körperbetontes Spiel auf sich aufmerksam. Nach Eingewöhnungsschwierigkeiten in seinem Rookiejahr übertraf Eager in den folgenden drei Jahren stets die Marke von 35 Punkte, saß aber auch jeweils über 200 Minuten auf der Strafbank. Zu dieser Zeit verkörperte der Angreifer den Spielertyp des Power Forwards und erweckte durch sein solides Spiel das Interesse der Scouts der National Hockey League. Im NHL Entry Draft 2002 wurde er daher in der ersten Runde an 23. Stelle von den Phoenix Coyotes ausgewählt. Einige Monate zuvor hatte Eager mit der kanadischen Nationalmannschaft an der U18-Junioren-Weltmeisterschaft 2002 teilgenommen, bei der das Team den sechsten Platz erreicht hatte. Es war die erste Turnierteilnahme der Kanadier in dieser Altersklasse.
Im Frühjahr 2004 – im Anschluss an die Juniorensaison – wechselte der Kanadier schließlich in den Profibereich, als er einen Dreijahresvertrag unterschrieb. Statt jedoch für die Phoenix Coyotes aufzulaufen, kam er für die Philadelphia Phantoms, das Farmteam der Philadelphia Flyers aus der American Hockey League, zum Einsatz. Diese hatten seine Transferrechte am 9. Februar 2004 zusammen mit Sean Burke und Branko Radivojevič im Tausch für Mike Comrie von den Coyotes erhalten. Nach ersten Einsätzen für die Phantoms in der Saison 2003/04 avancierte Eager in der Spielzeit 2004/05 zum festen Bestandteil der Phantoms. Am Ende der Spielzeit gewann er mit dem Team den prestigeträchtigen Calder Cup. Auch das folgende Jahr verbrachte der Kanadier hauptsächlich im Farmteam, gab aber ebenso sein Debüt in der NHL für die Flyers. Am Ende der Spielzeit hatte er 25 Saison- und zwei Playoff-Partien absolviert. Seine Leistungen brachten ihm für die Saison 2006/07 schließlich einen Stammplatz im Flyers-Kader ein. Trotz 233 Strafminuten absolvierte der Stürmer eine gute Saison und erhielt am Ende der Spielzeit das Pelle Lindbergh Memorial, eine Auszeichnung der Philadelphia Flyers für den Spieler, der sich im Vergleich zur Vorsaison am meisten verbessert hatte. Die Wahl hatte unter seinem Teamkameraden stattgefunden. Als Folge seiner guten Leistungen verlängerten die Flyers seinen auslaufenden Vertrag um zwei Jahre.
Nachdem Eager die Saison mit den Flyers begonnen hatte, wurde er am 18. Dezember 2007 im Tausch für Jim Vandermeer an die Chicago Blackhawks abgegeben. Mehrere Gehirnerschütterungen und eine Schulterverletzung führten dazu, dass Eager nach 23 Einsätzen für Philadelphia zu Saisonbeginn nur noch neun weitere Partien in dieser Spielzeit für die Blackhawks bestreiten konnte. Erst in der Saison 2008/09 fand der linke Flügelstürmer den Weg in das aufstrebende Franchise Chicagos zurück und absolvierte 75 Partien, in denen er trotz 15 Scorerpunkten zumeist die Rolle eines Enforcers ausfüllte. Dies bescherte ihm im Verlauf der Spielzeit auch einige temporäre Suspendierungen seitens der Ligaleitung. Dennoch verlängerten die Blackhawks seinen Vertrag um ein Jahr. Die Spielzeit 2009/10 war schließlich wieder von vielen Verletzungen des Stürmers geprägt. Rechtzeitig zu den Playoffs meldete sich der Kanadier aber fit. Neben 60 Saisonspielen bestritt er alle 18 Playoff-Auftritte seiner Mannschaft, die mit dem Gewinn des Stanley Cups gekrönt wurden. Es war der erste Cup-Gewinn der Blackhawks seit der Saison 1960/61.
Im Sommer 2010 kam es aufgrund der möglichen Überschreitung der Gehaltsobergrenze in der Spielzeit 2010/11 zu einigen Umstrukturierungen im Kader des amtierenden Stanley-Cup-Gewinners. Davon betroffen war auch Eager, der am 24. Juni 2010 gemeinsam mit Dustin Byfuglien, Brent Sopel und Akim Aliu an die Atlanta Thrashers abgegeben wurde. Im Gegenzug wechselten Marty Reasoner, Joey Crabb und Jeremy Morin sowie das 27. und 54. Wahlrecht im NHL Entry Draft 2010 in die Windy City. Nachdem sich Eager mit den Thrashers zunächst nicht auf einen neuen Vertrag einigen konnte, wurde ihm durch einen Schlichterspruch ein neuer Einjahresvertrag zugesichert. In Atlanta verblieb Eager aber nur ein gutes halbes Jahr. Zur Saisonmitte, am 18. Januar 2011, wurde er für ein Fünftrunden-Wahlrecht im NHL Entry Draft 2011 an die San Jose Sharks abgegeben.
Am 1. Juli 2011 unterzeichnete Eager als Free Agent einen Kontrakt für drei Jahre bei den Edmonton Oilers. In seiner ersten Saison bei den Oilers kam er noch ausschließlich in der NHL zum Einsatz. In den folgenden zwei Spielzeiten zwischen 2012 und 2014 wurde er jedoch überwiegend bei den Oklahoma City Barons in der AHL eingesetzt. Nach Auslaufen seines Vertrages im Sommer 2014 entschloss er sich zu einem Wechsel nach Europa und wurde vom HK ZSKA Moskau aus der Kontinentalen Hockey-Liga verpflichtet, verließ den Verein jedoch im Dezember 2014 wieder und wurde von den Chicago Wolves verpflichtet. Dort beendete er im Sommer 2015 seine aktive Karriere im Alter von 31 Jahren.

## Erfolge und Auszeichnungen
- 2002 Teilnahme am CHL Top Prospects Game
- 2005 Calder-Cup-Gewinn mit den Philadelphia Phantoms
- 2010 Stanley-Cup-Gewinn mit den Chicago Blackhawks

## Karrierestatistik

### International
Vertrat Kanada bei:
- U18-Junioren-Weltmeisterschaft 2002

(Legende zur Spielerstatistik: Sp oder GP = absolvierte Spiele; T oder G = erzielte Tore; V oder A = erzielte Assists; Pkt oder Pts = erzielte Scorerpunkte; SM oder PIM = erhaltene Strafminuten; +/− = Plus/Minus-Bilanz; PP = erzielte Überzahltore; SH = erzielte Unterzahltore; GW = erzielte Siegtore; 1 Play-downs/Relegation; Kursiv: Statistik nicht vollständig)